# Personalist
Een personalist was in het Heilige Roomse Rijk een lid van de Rijksdag zonder bijbehorend graafschap.
In het Heilige Roomse Rijk hadden de personen of instellingen die zitting hadden in de Rijksdag, de status van rijksstand. Voorwaarde tot verwerving van de status rijksstand was het bezit van een gebied dat rijksvrij was.
De keizerlijke politiek was erop gericht invloed te krijgen in de verschillende colleges van de Rijksdag. Een van de methoden die de keizers hiertoe gebruikten, was het verheffen van vertrouwenspersonen tot rijksgraaf. Soms lukte het de keizer toch personen toegelaten te krijgen tot die colleges zonder dat het vereiste bezit aanwezig was. Formeel was dit een overgangstoestand tot er wel een rijksvrij gebied verworven was.

## Lijst van personalisten
- Colleredo
- Giech
- Harrach
- Khevenhüller
- Kuefstein
- Neipperg
- Orsini van Rosenberg
- Pückler
- Starhemberg
- Sternberg
- Windisch-Grätz
- Wurmbrand-Stuppach